# Бол Клаб (Минесота)
Бол Клаб (енгл. Ball Club) насељено је место без административног статуса у америчкој савезној држави Минесота.

## Демографија
По попису из 2010. године број становника је 342.
| Група             | 2000.    | 2010.      |
| Белци             | 0 (0,0%) | 57 (16,7%) |
| Афроамериканци    | 0 (0,0%) | 0 (0,0%)   |
| Азијати           | 0 (0,0%) | 0 (0,0%)   |
| Хиспаноамериканци | 0 (0,0%) | 7 (2,0%)   |
| Укупно            | 0        | 342        |